# Allgunnen (Bäckebo socken, Småland)
För sjön med samma namn i Sävsjö kommun, se Allgunnen (Hjälmseryds socken, Småland)
Allgunnen är en sjö i Högsby kommun och Nybro kommun i Småland och ingår i Alsteråns huvudavrinningsområde. Sjön är 15,6 meter djup, har en yta på 13,2 kvadratkilometer och befinner sig 84 meter över havet. Allgunnen ligger i Allgunnen Natura 2000-område. Sjön avvattnas av vattendraget Alsterån. Vid provfiske har en stor mängd fiskarter fångats, bland annat abborre, björkna, braxen och gers.
Den tillhör Alsteråns avrinningsområde. Tillflöden är Badebodaån, Skureboån och Loppån. Utloppet i söder är Alsterån. Större delen av sjön ingår i Allgunnens naturreservat. Vid sjöns norra strand ligger byn Allgunnen.
Allgunnen är rik på öar. I sjön häckar bland annat fiskgjuse och storlom.

## Delavrinningsområde
Allgunnen ingår i delavrinningsområde (631748-151385) som SMHI kallar för Utloppet av Allgunnen. Medelhöjden är 93 meter över havet och ytan är 53,52 kvadratkilometer. Räknas de 43 avrinningsområdena uppströms in blir den ackumulerade arean 1 115,12 kvadratkilometer. Avrinningsområdets utflöde Alsterån mynnar i havet. Avrinningsområdet består mestadels av skog (69 procent). Avrinningsområdet har 14,25 kvadratkilometer vattenytor vilket ger det en sjöprocent på 26,6 procent.

## Fisk
Vid provfiske har följande fisk fångats i sjön:
- Abborre
- Björkna
- Braxen
- Gärs
- Gädda
- Gös
- Karpfisk obestämd
- Löja
- Mört
- Sarv
- Siklöja